# 浄法寺街道
浄法寺街道（じょうほうじかいどう）とは、岩手県二戸市と同県八幡平市を結ぶ街道。

## 概要
福岡宿（二戸市五日市）で奥州街道から分岐して浄法寺を経て荒屋新町宿（八幡平市安代）で鹿角街道に合流する道筋をいう。
街道の中ほどにある古刹天台寺のある浄法寺氏の居城がおかれた浄法寺地区は、中世にはこの地方の中心地であった。
江戸時代に参勤交代に用いる大名家はなく、一里塚や宿場の整備は進まなかった。しかし、一帯は漆の産地として知られ、浄法寺街道は漆器を買い求める商人や漆職人たちが活発に往来した。また、天台寺への参詣客も多く、菅江真澄も訪れている。

## 宿場・伝馬継所
- 福岡宿（二戸市）
- 似鳥（　〃　）
- 浄法寺（　〃　）
- 駒ヶ嶺（　〃　）
- 大清水（　〃　）
- 浅沢（八幡平市）